# Внештатный командир Земли
Внешта́тный команди́ръ Зѣмли́. Блюзы Эль-Мокамбо — четвёртый студийный альбом рок-группы «Машина времени». Записан в период с осени 1992 г. по начало 1993 г. Издан в 1993 г.
Альбом был представлен как музыкальная и литературная обработка песен Мануэля Гарсии Родригеса Эль Мокамбо — вымышленного музыканта, придуманного группой специально для выпуска альбома.

## Отзывы
Газета «Московский комсомолец» отметила, что альбом «хоть и не является творческим достижением, но получился даже лучше, чем можно было ожидать». Высокую оценку альбому дал музыкальный критик и журналист Михаил Козырев.

## Список композиций
1. Дорога в небо (музыкальная обработка А. Кутиков — литературная обработка А. Макаревич) 04:25
2. Этот вечный блюз (музыкальная обработка П. Подгородецкий — литературная обработка А. Макаревич) 04:10
3. Когда я был большим (музыкальная обработка П. Подгородецкий — литературная обработка А. Макаревич) 03:08
4. Дальше и дальше (музыкальная обработка А. Кутиков — литературная обработка А. Макаревич) 04:48
5. Рождественская песня (обработка А. Макаревич) 05:56
6. Внештатный Командир Земли (музыкальная обработка Е. Маргулис — литературная обработка А. Макаревич) 05:14
7. Знаю только я (А. Кутиков — А. Макаревич) 03:40
8. На семи ветрах (музыкальная обработка А. Кутиков — литературная обработка А. Макаревич) 04:22
9. Мой друг (лучше всех играет блюз) (музыкальная обработка Е. Маргулис — литературная обработка А. Макаревич) 04:09
10. Колыбельная (обработка А. Макаревич) 02:34
11. Когда мы уйдём (А. Кутиков — А. Макаревич) 02:20

## Участники записи
«Машина времени»
- Андрей Макаревич — основной вокал, гитара
- Александр Кутиков — бас-гитара, вокал
- Евгений Маргулис — гитара, вокал
- Пётр Подгородецкий — клавишные, вокал
- Валерий Ефремов — ударные

Приглашенные музыканты:
- Игорь Кожин — гитара (1, 3, 6)
- Сергей Мазаев — кларнет (4)

## Выходные данные
- Запись «Петростудио», 1993 г.
- Продюсер: А. Кутиков
- Художник: В. Рябов
- Фото: В. Плотников

## Дополнительные факты
- El Mocambo[англ.] — музыкальный клуб в г. Торонто (Канада), без атрибуции к конкретному человеку. Фотография «Эль Мокамбо» на обложке в действительности — снимок австралийского аборигена.
- Правильное написание названия альбома в дореформенной орфографии — «Внѣштатный командиръ Земли».